# Oron-la-Ville
Oron-la-Ville är en ort i kommunen Oron i kantonen Vaud i Schweiz. Den ligger cirka 16 kilometer nordost om Lausanne. Orten har cirka 2 000 invånare (2020).
Orten var före den 1 januari 2012 en egen kommun, men slogs då samman med kommunerna Bussigny-sur-Oron, Châtillens, Chesalles-sur-Oron, Ecoteaux, Les Tavernes, Les Thioleyres, Oron-le-Châtel, Palézieux och Vuibroye till den nya kommunen Oron.